# Грондона
Грондона, Ґрондона (італ. Grondona, п'єм. Grondòuna) — муніципалітет в Італії, у регіоні П'ємонт,  провінція Алессандрія.
Грондона розташована на відстані близько 430 км на північний захід від Рима, 110 км на схід від Турина, 37 км на південний схід від Алессандрії.
Населення — 519 осіб (2014).

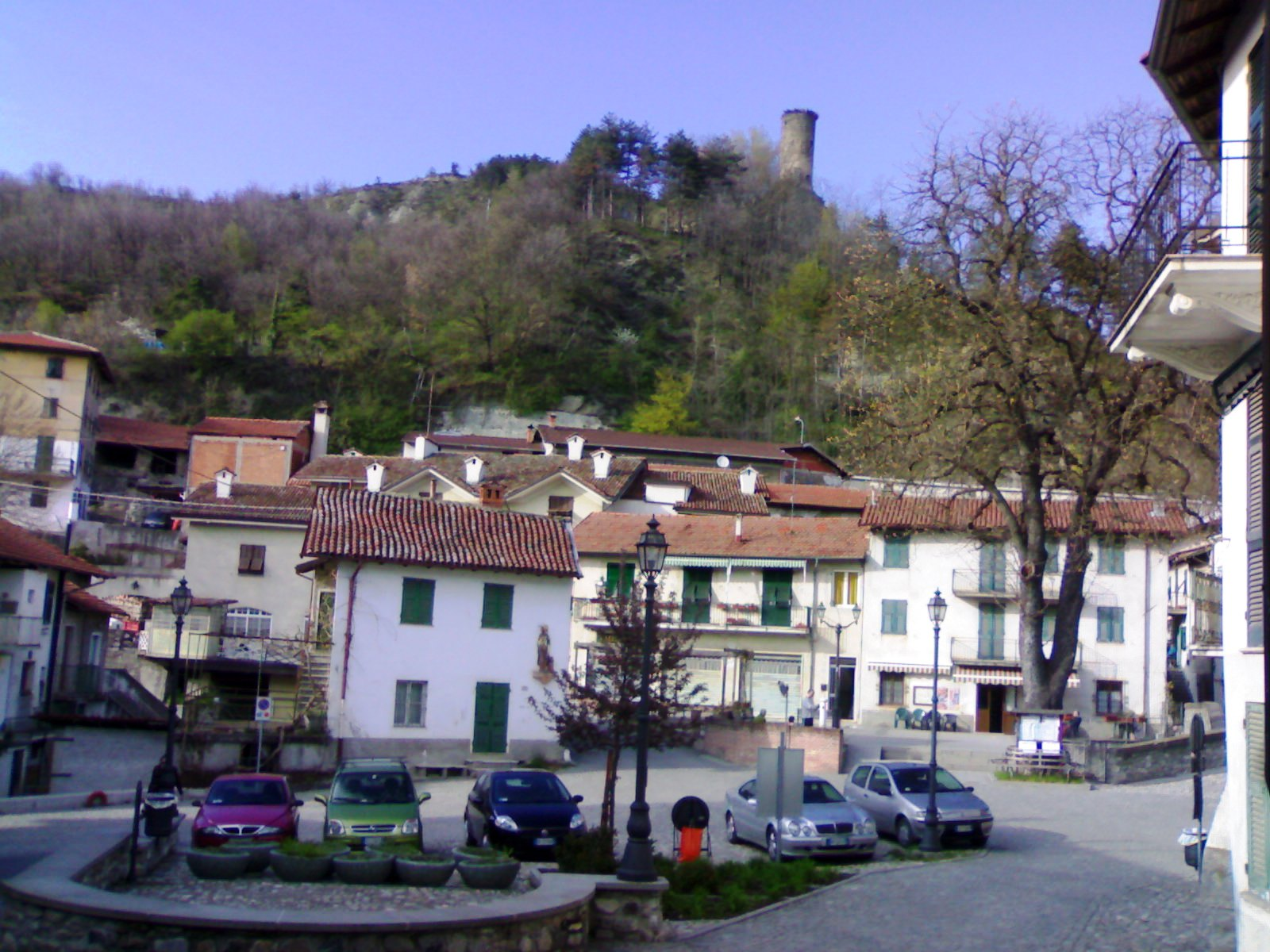

Щорічний фестиваль відбувається 20 січня. Покровитель — San Sebastiano.

## Демографія
Населення за роками:

Станом на 1 січня 2023 року в муніципалітеті офіційно проживали 23 іноземці з 6 країн, серед них 18 громадян країн Євросоюзу.

## Сусідні муніципалітети
- Аркуата-Скривія
- Боргетто-ді-Борбера
- Ізола-дель-Кантоне
- Роккафорте-Лігуре
- Віньоле-Борбера